# Kollage
Albums de Bahamadia
BB Queen
(2000)
Singles
1. Total Wreck
Sortie : 1994
2. I Confess
Sortie : 1996
3. Uknowhowwedo
Sortie : 1996
4. True Honey Buns (Dat Freak Shit)
Sortie : 9 avril 1996

Kollage est le premier album studio de Bahamadia, sorti le 19 mars 1996.
L'album s'est classé 3e au Billboard Top Heatseekers, 13e au Top R&B/Hip-Hop Albums et 126e au Billboard 200.

## Liste des titres
| No  | Titre                                            | Contient un (des) sample(s) de                                                                 | Durée |
| --- | ------------------------------------------------ | ---------------------------------------------------------------------------------------------- | ----- |
| 1.  | Intro                                            | Please Set Me at Ease de Bobbi Humphrey                                                        | 0:50  |
| 2.  | WordPlay                                         | Funk Times Three de Paul Jackson                                                               | 3:17  |
| 3.  | Spontaneity                                      | Uzuri de Catalyst                                                                              | 4:08  |
| 4.  | Rugged Ruff                                      | Halftime de Nas Total Wreck deBahamadia                                                        | 3:08  |
| 5.  | Interlude                                        |                                                                                                | 0:29  |
| 6.  | I Confess                                        | Let's Get It On de Marvin Gaye                                                                 | 4:06  |
| 7.  | Uknowhowwedu                                     |                                                                                                | 3:35  |
| 8.  | Interlude                                        |                                                                                                | 1:07  |
| 9.  | Total Wreck                                      |                                                                                                | 3:26  |
| 10. | Innovation                                       |                                                                                                | 3:23  |
| 11. | Da Jawn (featuring The Roots)                    | That's the Joint de Funky 4+1                                                                  | 5:19  |
| 12. | Interlude                                        |                                                                                                | 1:05  |
| 13. | True Honey Buns (Dat Freak Shit)                 | Don't Fight My Love des Ohio Players                                                           | 3:41  |
| 14. | 3 The Hard Way (featuring K-Swift & Mecca Starr) | The Champ des Mohawks Get Up, Get Into It, Get Involved de James Brown El Shabazz de LL Cool J | 4:12  |
| 15. | Biggest Part of Me                               |                                                                                                | 4:51  |